# Salvadoraans voetbalelftal (mannen)
Het Salvadoraans voetbalelftal is een team van voetballers dat El Salvador vertegenwoordigt bij internationale wedstrijden zoals de (kwalificatie)wedstrijden voor het wereldkampioenschap voetbal, de CONCACAF Gold Cup en de Copa Centroamericana.
El Salvador is recordhouder van het land met de zwaarste verliescijfers ooit op een wereldkampioenschap (10–1 tegen Hongarije). El Salvador is ook bekend om de voetbaloorlog met Honduras, die ontstond na een kwalificatiewedstrijd voor het WK 1970.
Het Salvadoraans voetbalelftal behaalde in april 2012 met de 49ste plaats de hoogste positie op de FIFA-wereldranglijst; in november 2006 werd met de 169ste plaats de laagste positie bereikt.

## Deelnames aan internationale toernooien

### Wereldkampioenschap voetbal
El Salvador neemt sinds 1968 deel aan de kwalificatiewedstrijden voor het WK en wist zich voor de WK-eindronden van 1970 en 1982 te kwalificeren. In 1970 kwam het terecht in een poule met België (0–3), Mexico (0–4) en de Sovjet-Unie (0–2) en strandde het in die poule zonder één doelpunt te maken. In 1982 scoorde het land wel een keer, Luis Ramírez Zapata maakte in de 64e minuut een goal tegen Hongarije. De wedstrijd werd uiteindelijk 1–10 verloren. Ook de wedstrijden in dezelfde poule tegen Argentinië (0–2) en België (0–1) werden verloren. Sinds 1982 hebben de spelers van El Salvador zich niet meer weten te plaatsen voor het hoofdtoernooi.
| Wereldkampioenschap voetbal overzicht | Wereldkampioenschap voetbal overzicht | Wereldkampioenschap voetbal overzicht | Wereldkampioenschap voetbal overzicht | Wereldkampioenschap voetbal overzicht | Wereldkampioenschap voetbal overzicht | Wereldkampioenschap voetbal overzicht | Wereldkampioenschap voetbal overzicht | Wereldkampioenschap voetbal overzicht |
| Jaar                                  | Ronde                                 | Wed.                                  | W                                     | G                                     | V                                     | DV                                    | DT                                    | Kwal                                  |
| ------------------------------------- | ------------------------------------- | ------------------------------------- | ------------------------------------- | ------------------------------------- | ------------------------------------- | ------------------------------------- | ------------------------------------- | ------------------------------------- |
| 1970                                  | Groepsfase                            | 3                                     | 0                                     | 0                                     | 3                                     | 0                                     | 9                                     | (kwal.)                               |
| 1974                                  | Niet gekwalificeerd                   | Niet gekwalificeerd                   | Niet gekwalificeerd                   | Niet gekwalificeerd                   | Niet gekwalificeerd                   | Niet gekwalificeerd                   | Niet gekwalificeerd                   | Niet gekwalificeerd                   |
| 1978                                  | Niet gekwalificeerd                   | Niet gekwalificeerd                   | Niet gekwalificeerd                   | Niet gekwalificeerd                   | Niet gekwalificeerd                   | Niet gekwalificeerd                   | Niet gekwalificeerd                   | Niet gekwalificeerd                   |
| 1982                                  | Groepsfase                            | 3                                     | 0                                     | 0                                     | 3                                     | 1                                     | 13                                    | (kwal.)                               |
| 1986                                  | Niet gekwalificeerd                   | Niet gekwalificeerd                   | Niet gekwalificeerd                   | Niet gekwalificeerd                   | Niet gekwalificeerd                   | Niet gekwalificeerd                   | Niet gekwalificeerd                   | Niet gekwalificeerd                   |
| 1990                                  | Niet gekwalificeerd                   | Niet gekwalificeerd                   | Niet gekwalificeerd                   | Niet gekwalificeerd                   | Niet gekwalificeerd                   | Niet gekwalificeerd                   | Niet gekwalificeerd                   | Niet gekwalificeerd                   |
| 1994                                  | Niet gekwalificeerd                   | Niet gekwalificeerd                   | Niet gekwalificeerd                   | Niet gekwalificeerd                   | Niet gekwalificeerd                   | Niet gekwalificeerd                   | Niet gekwalificeerd                   | Niet gekwalificeerd                   |
| 1998                                  | Niet gekwalificeerd                   | Niet gekwalificeerd                   | Niet gekwalificeerd                   | Niet gekwalificeerd                   | Niet gekwalificeerd                   | Niet gekwalificeerd                   | Niet gekwalificeerd                   | Niet gekwalificeerd                   |
| 2002                                  | Niet gekwalificeerd                   | Niet gekwalificeerd                   | Niet gekwalificeerd                   | Niet gekwalificeerd                   | Niet gekwalificeerd                   | Niet gekwalificeerd                   | Niet gekwalificeerd                   | Niet gekwalificeerd                   |
| 2006                                  | Niet gekwalificeerd                   | Niet gekwalificeerd                   | Niet gekwalificeerd                   | Niet gekwalificeerd                   | Niet gekwalificeerd                   | Niet gekwalificeerd                   | Niet gekwalificeerd                   | Niet gekwalificeerd                   |
| 2010                                  | Niet gekwalificeerd                   | Niet gekwalificeerd                   | Niet gekwalificeerd                   | Niet gekwalificeerd                   | Niet gekwalificeerd                   | Niet gekwalificeerd                   | Niet gekwalificeerd                   | Niet gekwalificeerd                   |
| 2014                                  | Niet gekwalificeerd                   | Niet gekwalificeerd                   | Niet gekwalificeerd                   | Niet gekwalificeerd                   | Niet gekwalificeerd                   | Niet gekwalificeerd                   | Niet gekwalificeerd                   | Niet gekwalificeerd                   |
| 2018                                  | Niet gekwalificeerd                   | Niet gekwalificeerd                   | Niet gekwalificeerd                   | Niet gekwalificeerd                   | Niet gekwalificeerd                   | Niet gekwalificeerd                   | Niet gekwalificeerd                   | Niet gekwalificeerd                   |
| 2022                                  | Niet gekwalificeerd                   | Niet gekwalificeerd                   | Niet gekwalificeerd                   | Niet gekwalificeerd                   | Niet gekwalificeerd                   | Niet gekwalificeerd                   | Niet gekwalificeerd                   | Niet gekwalificeerd                   |
| 2026                                  | kwalificatie                          | kwalificatie                          | kwalificatie                          | kwalificatie                          | kwalificatie                          | kwalificatie                          | kwalificatie                          | kwalificatie                          |

Vanaf 1941 doet El Salvador mee aan het CCCF-kampioenschap. 2 jaar later, het toernooi werd toen in El Salvador gehouden wist het kampioen te worden. Dit kampioenschap ging in 1963 over op het CONCACAF-kampioenschap, dat later over zou gaan in de Gold Cup. In 1969 werd El Salvador gediskwalificeerd vanwege de voetbaloorlog. In 1977 zou het pas weer meedoen. De Copa Centroamericana geldt als kwalificatietoernooi voor de Gold Cup.

### Gold Cup
| CONCACAF-kampioenschap overzicht | CONCACAF-kampioenschap overzicht | CONCACAF-kampioenschap overzicht | CONCACAF-kampioenschap overzicht | CONCACAF-kampioenschap overzicht | CONCACAF-kampioenschap overzicht | CONCACAF-kampioenschap overzicht | CONCACAF-kampioenschap overzicht | CONCACAF-kampioenschap overzicht |
| Jaar                             | Ronde                            | Wed.                             | W                                | G                                | V                                | DV                               | DT                               | Kwal                             |
| -------------------------------- | -------------------------------- | -------------------------------- | -------------------------------- | -------------------------------- | -------------------------------- | -------------------------------- | -------------------------------- | -------------------------------- |
| 1963                             | Tweede                           | 7                                | 3                                | 3                                | 1                                | 17                               | 7                                |                                  |
| 1965                             | Vierde                           | 5                                | 2                                | 1                                | 2                                | 7                                | 9                                | (Kwal.)                          |
| 1967                             | Geen deelname                    | Geen deelname                    | Geen deelname                    | Geen deelname                    | Geen deelname                    | Geen deelname                    | Geen deelname                    | Geen deelname                    |
| 1969                             | Gediskwalificeerd                | Gediskwalificeerd                | Gediskwalificeerd                | Gediskwalificeerd                | Gediskwalificeerd                | Gediskwalificeerd                | Gediskwalificeerd                | Gediskwalificeerd                |
| 1971                             | Teruggetrokken                   | Teruggetrokken                   | Teruggetrokken                   | Teruggetrokken                   | Teruggetrokken                   | Teruggetrokken                   | Teruggetrokken                   | Teruggetrokken                   |
| 1973                             | Niet gekwalificeerd              | Niet gekwalificeerd              | Niet gekwalificeerd              | Niet gekwalificeerd              | Niet gekwalificeerd              | Niet gekwalificeerd              | Niet gekwalificeerd              | Niet gekwalificeerd              |
| 1977                             | Derde                            | 5                                | 2                                | 1                                | 2                                | 8                                | 9                                | (Kwal.)                          |
| 1981                             | Tweede                           | 5                                | 2                                | 2                                | 1                                | 2                                | 1                                | (Kwal.)                          |
| 1985                             | Niet gekwalificeerd              | 4                                | 2                                | 1                                | 1                                | 7                                | 2                                | (Kwal.)                          |
| 1989                             | Vijfde                           | 6                                | 0                                | 2                                | 4                                | 2                                | 8                                |                                  |
| CONCACAF Gold Cup overzicht      |                                  |                                  |                                  |                                  |                                  |                                  |                                  |                                  |
| Jaar                             | Ronde                            | Wed.                             | W                                | G                                | V                                | DV                               | DT                               | Kwal                             |
| 1991                             | Niet gekwalificeerd              | Niet gekwalificeerd              | Niet gekwalificeerd              | Niet gekwalificeerd              | Niet gekwalificeerd              | Niet gekwalificeerd              | Niet gekwalificeerd              | Niet gekwalificeerd              |
| 1993                             | Niet gekwalificeerd              | Niet gekwalificeerd              | Niet gekwalificeerd              | Niet gekwalificeerd              | Niet gekwalificeerd              | Niet gekwalificeerd              | Niet gekwalificeerd              | Niet gekwalificeerd              |
| 1996                             | Groepsfase                       | 2                                | 1                                | 0                                | 1                                | 3                                | 4                                | (Kwal.)                          |
| 1998                             | Groepsfase                       | 3                                | 0                                | 1                                | 2                                | 0                                | 6                                | (Kwal.)                          |
| 2000                             | Niet gekwalificeerd              | Niet gekwalificeerd              | Niet gekwalificeerd              | Niet gekwalificeerd              | Niet gekwalificeerd              | Niet gekwalificeerd              | Niet gekwalificeerd              | Niet gekwalificeerd              |
| 2002                             | Kwartfinale                      | 3                                | 1                                | 0                                | 2                                | 1                                | 5                                | (Kwal.)                          |
| 2003                             | Kwartfinale                      | 3                                | 1                                | 0                                | 2                                | 3                                | 7                                | (Kwal.)                          |
| 2005                             | Niet gekwalificeerd              | Niet gekwalificeerd              | Niet gekwalificeerd              | Niet gekwalificeerd              | Niet gekwalificeerd              | Niet gekwalificeerd              | Niet gekwalificeerd              | Niet gekwalificeerd              |
| 2007                             | Groepsfase                       | 3                                | 1                                | 0                                | 2                                | 2                                | 6                                | (Kwal.)                          |
| 2009                             | Groepsfase                       | 3                                | 1                                | 0                                | 2                                | 2                                | 3                                | (Kwal.)                          |
| 2011                             | Kwartfinale                      | 4                                | 1                                | 2                                | 1                                | 8                                | 8                                | (Kwal.)                          |
| 2013                             | Kwartfinale                      | 4                                | 1                                | 2                                | 1                                | 4                                | 8                                | (Kwal.)                          |
| 2015                             | Groepsfase                       | 3                                | 0                                | 2                                | 1                                | 1                                | 2                                | (Kwal.)                          |
| 2017                             | Kwartfinale                      | 4                                | 1                                | 1                                | 2                                | 4                                | 6                                | (Kwal.)                          |
| 2019                             | Groepsfase                       | 3                                | 1                                | 1                                | 1                                | 1                                | 4                                | (Kwal.)                          |
| 2021                             | Kwartfinale                      | 4                                | 2                                | 0                                | 2                                | 7                                | 3                                | (Kwal.)                          |
| 2023                             | Groepsfase                       | 3                                | 1                                | 0                                | 2                                | 7                                | 9                                | (Kwal.)                          |
| 2025                             | Groepsfase                       | 3                                | 0                                | 1                                | 2                                | 0                                | 4                                | (Kwal.)                          |

### CONCACAF Nations League
| 2019–20 | B | 6 | 5 | 0 | 1 | 10 | 1 | A |
| 2022–23 | A | 4 | 1 | 2 | 1 | 6  | 5 | A |
| 2023–24 | A | 4 | 0 | 1 | 3 | 2  | 6 | B |
| 2024–25 | B | 6 | 5 | 0 | 1 | 12 | 6 | A |

### Copa Centroamericana
| UNCAF Nations Cup overzicht    | UNCAF Nations Cup overzicht | UNCAF Nations Cup overzicht | UNCAF Nations Cup overzicht | UNCAF Nations Cup overzicht | UNCAF Nations Cup overzicht | UNCAF Nations Cup overzicht | UNCAF Nations Cup overzicht | UNCAF Nations Cup overzicht |
| Jaar                           | Ronde                       | Wed.                        | W                           | G                           | V                           | DV                          | DT                          |                             |
| ------------------------------ | --------------------------- | --------------------------- | --------------------------- | --------------------------- | --------------------------- | --------------------------- | --------------------------- | --------------------------- |
| 1991                           | Vierde                      | 3                           | 0                           | 1                           | 2                           | 2                           | 9                           |                             |
| 1993                           | Vierde                      | 3                           | 0                           | 1                           | 2                           | 1                           | 5                           |                             |
| 1995                           | Derde                       | 4                           | 2                           | 0                           | 2                           | 5                           | 5                           |                             |
| 1997                           | Derde                       | 5                           | 3                           | 1                           | 1                           | 5                           | 5                           |                             |
| 1999                           | Vierde                      | 5                           | 1                           | 1                           | 3                           | 3                           | 9                           |                             |
| 2001                           | Derde                       | 6                           | 2                           | 4                           | 0                           | 8                           | 4                           |                             |
| 2003                           | Derde                       | 5                           | 3                           | 0                           | 2                           | 6                           | 4                           |                             |
| 2005                           | Groepsfase                  | 2                           | 0                           | 0                           | 2                           | 1                           | 3                           |                             |
| 2007                           | Vierde                      | 5                           | 2                           | 1                           | 2                           | 4                           | 5                           |                             |
| 2009                           | Vierde                      | 5                           | 1                           | 1                           | 3                           | 5                           | 6                           |                             |
| Copa Centroamericana overzicht |                             |                             |                             |                             |                             |                             |                             |                             |
| Jaar                           | Ronde                       | Wed.                        | W                           | G                           | V                           | DV                          | DT                          |                             |
| 2011                           | Vierde                      | 5                           | 2                           | 1                           | 2                           | 7                           | 6                           |                             |
| 2013                           | Derde                       | 4                           | 1                           | 2                           | 1                           | 2                           | 2                           |                             |
| 2014                           | Vierde                      | 4                           | 2                           | 0                           | 2                           | 4                           | 3                           |                             |
| 2017                           | Derde                       | 5                           | 2                           | 1                           | 2                           | 5                           | 4                           |                             |

### CCCF-kampioenschap
| CCCF-kampioenschap overzicht | CCCF-kampioenschap overzicht | CCCF-kampioenschap overzicht | CCCF-kampioenschap overzicht | CCCF-kampioenschap overzicht | CCCF-kampioenschap overzicht | CCCF-kampioenschap overzicht | CCCF-kampioenschap overzicht | CCCF-kampioenschap overzicht |
| Jaar                         | Ronde                        | Wed.                         | W                            | G                            | V                            | DV                           | DT                           |                              |
| ---------------------------- | ---------------------------- | ---------------------------- | ---------------------------- | ---------------------------- | ---------------------------- | ---------------------------- | ---------------------------- | ---------------------------- |
| 1941                         | Tweede                       | 4                            | 2                            | 1                            | 1                            | 15                           | 8                            |                              |
| 1943                         | Kampioen                     | 6                            | 4                            | 1                            | 1                            | 28                           | 11                           |                              |
| 1946                         | Vierde                       | 5                            | 3                            | 0                            | 2                            | 15                           | 11                           |                              |
| 1948                         | Vijfde                       | 8                            | 2                            | 1                            | 5                            | 6                            | 17                           |                              |
| 1951                         | Geen deelname                | Geen deelname                | Geen deelname                | Geen deelname                | Geen deelname                | Geen deelname                | Geen deelname                |                              |
| 1953                         | Vijfde                       | 6                            | 2                            | 1                            | 3                            | 10                           | 13                           |                              |
| 1955                         | Vierde                       | 6                            | 3                            | 0                            | 3                            | 8                            | 13                           |                              |
| 1957                         | Geen deelname                | Geen deelname                | Geen deelname                | Geen deelname                | Geen deelname                | Geen deelname                | Geen deelname                |                              |
| 1960                         | Teruggetrokken               | Teruggetrokken               | Teruggetrokken               | Teruggetrokken               | Teruggetrokken               | Teruggetrokken               | Teruggetrokken               |                              |
| 1961                         | Tweede                       | 6                            | 4                            | 1                            | 1                            | 18                           | 7                            |                              |

## FIFA-wereldranglijst[1]
| 1993 | 1994 | 1995 | 1996 | 1997 | 1998 | 1999 | 2000 | 2001 | 2002 | 2003 | 2004 | 2005 | 2006 | 2007 | 2008 | 2009 | 2010 | 2011 | 2012 | 2013 | 2014 | 2015 | 2016 | 2017 | 2018 |
| ---- | ---- | ---- | ---- | ---- | ---- | ---- | ---- | ---- | ---- | ---- | ---- | ---- | ---- | ---- | ---- | ---- | ---- | ---- | ---- | ---- | ---- | ---- | ---- | ---- | ---- |
| 66   | 80   | 82   | 65   | 64   | 92   | 96   | 83   | 86   | 94   | 95   | 106  | 124  | 156  | 134  | 111  | 78   | 117  | 69   | 103  | 90   | 90   | 99   | 137  | 100  | 70   |

## Huidige selectie
De volgende spelers werden opgenomen in de selectie voor de CONCACAF Gold Cup 2017.
Interlands en doelpunten bijgewerkt tot en met de kwartfinale tegen de  Verenigde Staten (0–2) op 19 juli 2017.
| №           | Naam              | Wed. | Dlpnt. | Club                 |
| ----------- | ----------------- | ---- | ------ | -------------------- |
| Doel        |                   |      |        |                      |
| 1           | Daniel Arroyo     | 5    | 0      | Alianza FC           |
| 18          | Derby Carrillo    | 17   | 0      | ÍB Vestmannaeyja     |
| 22          | Benji Villalobos  | 14   | 0      | CD Águila            |
| Verdediging |                   |      |        |                      |
| 2           | Milton Molina     | 28   | 0      | Isidro Metapán       |
| 3           | Roberto Domínguez | 10   | 0      | Santa Tecla          |
| 4           | Henry Romero      | 23   | 1      | Alianza FC           |
| 5           | Iván Mancía       | 10   | 0      | Alianza FC           |
| 13          | Alexander Larín   | 47   | 4      | Alianza FC           |
| 21          | Bryan Tamacas     | 13   | 0      | Santa Tecla          |
| 23          | Ruben Marroquín   | 1    | 0      | Alianza FC           |
| Middenveld  |                   |      |        |                      |
| 6           | Richard Menjívar  | 38   | 1      | New York Cosmos      |
| 7           | Darwin Cerén      | 45   | 2      | San Jose Earthquakes |
| 8           | Denis Pineda      | 15   | 1      | Santa Clara          |
| 10          | Gerson Mayen      | 27   | 2      | Santa Tecla          |
| 12          | Narciso Orellana  | 13   | 0      | Alianza FC           |
| 14          | Andrés Flores     | 59   | 0      | New York Cosmos      |
| 15          | Junior Burgos     | 8    | 1      | Reno 1868            |
| 16          | Óscar Céren       | 18   | 1      | Alianza FC           |
| 17          | Victor García     | 1    | 0      | CD Águila            |
| Aanval      |                   |      |        |                      |
| 9           | Nelson Bonilla    | 37   | 12     | Gaziantep BB         |
| 11          | Rodolfo Zelaya    | 45   | 20     | Alianza FC           |
| 19          | Irvin Herrera     | 13   | 2      | New York Cosmos      |
| 20          | Harold Alas       | 2    | 0      | Santa Tecla          |

## Selecties

### Wereldkampioenschap
| Selectie van El Salvador bij het Wereldkampioenschap 1970 | Selectie van El Salvador bij het Wereldkampioenschap 1970 | Selectie van El Salvador bij het Wereldkampioenschap 1970 | Selectie van El Salvador bij het Wereldkampioenschap 1970 | Selectie van El Salvador bij het Wereldkampioenschap 1970 | Selectie van El Salvador bij het Wereldkampioenschap 1970 | Selectie van El Salvador bij het Wereldkampioenschap 1970 | Selectie van El Salvador bij het Wereldkampioenschap 1970 | Selectie van El Salvador bij het Wereldkampioenschap 1970 |
| №                                                         | Naam                                                      | Wed.                                                      | Dlpnt.                                                    | Club                                                      |                                                           |                                                           |                                                           |                                                           |
| --------------------------------------------------------- | --------------------------------------------------------- | --------------------------------------------------------- | --------------------------------------------------------- | --------------------------------------------------------- | --------------------------------------------------------- | --------------------------------------------------------- | --------------------------------------------------------- | --------------------------------------------------------- |
| Doel                                                      |                                                           |                                                           |                                                           |                                                           |                                                           |                                                           |                                                           |                                                           |
| 1                                                         | Raul Magana                                               |                                                           |                                                           | Atlético Marte                                            |                                                           |                                                           |                                                           |                                                           |
| 13                                                        | Tomas Pineda                                              |                                                           |                                                           | Alianza FC                                                |                                                           |                                                           |                                                           |                                                           |
| 20                                                        | Gualberto Fernández                                       |                                                           |                                                           | CF Atlante                                                |                                                           |                                                           |                                                           |                                                           |
| Verdediging                                               |                                                           |                                                           |                                                           |                                                           |                                                           |                                                           |                                                           |                                                           |
| 2                                                         | Roberto Rivas                                             |                                                           |                                                           | Alianza FC                                                |                                                           |                                                           |                                                           |                                                           |
| 3                                                         | Salvador Mariona                                          |                                                           |                                                           | Alianza FC                                                |                                                           |                                                           |                                                           |                                                           |
| 4                                                         | Santiago Cortes                                           |                                                           |                                                           | Atlético Marte                                            |                                                           |                                                           |                                                           |                                                           |
| 5                                                         | Saturnino Osorio                                          |                                                           |                                                           | CD Águila                                                 |                                                           |                                                           |                                                           |                                                           |
| 14                                                        | Mauricio Manzano                                          |                                                           |                                                           | CD FAS                                                    |                                                           |                                                           |                                                           |                                                           |
| 18                                                        | Guillermo Castro                                          |                                                           |                                                           | Atlético Marte                                            |                                                           |                                                           |                                                           |                                                           |
| Middenveld                                                |                                                           |                                                           |                                                           |                                                           |                                                           |                                                           |                                                           |                                                           |
| 6                                                         | José Quintanilla                                          |                                                           |                                                           | Atlético Marte                                            |                                                           |                                                           |                                                           |                                                           |
| 7                                                         | Mauricio Rodríguez                                        |                                                           |                                                           | Universidad                                               |                                                           |                                                           |                                                           |                                                           |
| 8                                                         | Jorge Vásquez                                             |                                                           |                                                           | Universidad                                               |                                                           |                                                           |                                                           |                                                           |
| 10                                                        | Salvador Cabezas                                          |                                                           |                                                           | Adler FC San Nicolas                                      |                                                           |                                                           |                                                           |                                                           |
| 12                                                        | Mario Monge                                               |                                                           |                                                           | CD FAS                                                    |                                                           |                                                           |                                                           |                                                           |
| 15                                                        | David Cabrera                                             |                                                           |                                                           | CD FAS                                                    |                                                           |                                                           |                                                           |                                                           |
| 16                                                        | Genaro Sermeno                                            |                                                           |                                                           | CD FAS                                                    |                                                           |                                                           |                                                           |                                                           |
| 22                                                        | Alberto Villalta                                          |                                                           |                                                           | Atlético Marte                                            |                                                           |                                                           |                                                           |                                                           |
| Aanval                                                    |                                                           |                                                           |                                                           |                                                           |                                                           |                                                           |                                                           |                                                           |
| 9                                                         | Juan Martínez                                             |                                                           |                                                           | CD Águila                                                 |                                                           |                                                           |                                                           |                                                           |
| 11                                                        | Ernesto Hugo Aparicio                                     |                                                           |                                                           | Atlético Marte                                            |                                                           |                                                           |                                                           |                                                           |
| 17                                                        | Jaime Portillo                                            |                                                           |                                                           | Alianza FC                                                |                                                           |                                                           |                                                           |                                                           |
| 19                                                        | Sergio Méndez                                             |                                                           |                                                           | Atlético Marte                                            |                                                           |                                                           |                                                           |                                                           |
| 21                                                        | Élmer Acevedo                                             |                                                           |                                                           | CD FAS                                                    |                                                           |                                                           |                                                           |                                                           |
| Bondscoach: Hernán Carrasco                               |                                                           |                                                           |                                                           |                                                           |                                                           |                                                           |                                                           |                                                           |

FSF · A-internationals · Selecties · Bondscoaches · Statistieken · Salvadoraans vrouwenelftal ·  
Olympisch elftal · El Salvador U21 · El Salvador U19 · El Salvador U17
1920 – 1929 · 
1930 – 1939 · 
1940 – 1949 · 
1950 – 1959 · 
1960 – 1969 · 
1970 – 1979 · 
1980 – 1989 · 
1990 – 1999 · 
2000 – 2009 · 
2010 – 2019 ·
2020 − 2029
Gold Cup 1991 · 
Gold Cup 1993 · 
Gold Cup 1996 · 
Gold Cup 1998 · 
Gold Cup 2000 · 
Gold Cup 2002 · 
Gold Cup 2003 · 
Gold Cup 2005 · 
Gold Cup 2007 · 
Gold Cup 2009 · 
Gold Cup 2011 · 
Gold Cup 2013
WK 1970 · 
WK 1982
OS 1968
1921 · 
1922–1927 · 
1928 · 
1929 · 
1930 · 
1931–1934 · 
1935 · 
1936–1937 · 
1938 · 
1939–1940 · 
1941 · 
1942 · 
1943 · 
1944–1945 · 
1946 · 
1947 · 
1948 · 
1949 · 
1950 · 
1951–1952 · 
1953 · 
1954 · 
1955 · 
1955–1960 · 
1961 · 
1962 · 
1963 · 
1964 · 
1965 · 
1966 · 
1967 · 
1968 · 
1969 · 
1970 · 
1971 · 
1972 · 
1973 · 
1974 · 
1975 · 
1976 · 
1977 · 
1978 · 
1979 · 
1980 · 
1981 · 
1982 · 
1983 · 
1984 · 
1985 · 
1986 · 
1987 · 
1988 · 
1989 · 
1990 · 
1991 · 
1992 · 
1993 · 
1994 · 
1995 · 
1996 · 
1997 · 
1998 · 
1999 · 
2000 · 
2000 · 
2001 · 
2002 · 
2003 · 
2004 · 
2005 · 
2006 · 
2007 · 
2008 · 
2009 · 
2010 · 
2011 · 
2012 · 
2013 ·
2014 ·
2015 ·
2016 ·
2017 ·
2018 ·
2019 ·
2020 ·
2021 ·
2022 ·
2023
Amerikaanse Maagdeneilanden ·
Anguilla ·
Antigua en Barbuda ·
Argentinië ·
Armenië ·
Aruba ·
Barbados ·
België ·
Belize ·
Bermuda ·
Bolivia ·
Brazilië ·
Canada ·
Chili ·
China ·
Colombia ·
Costa Rica ·
Cuba ·
Curaçao ·
Dominicaanse Republiek ·
Ecuador ·
Estland ·
GOS ·
Grenada ·
Griekenland ·
Guatemala ·
Guyana ·
Haïti ·
Honduras ·
Hongarije ·
IJsland ·
Ivoorkust ·
Jamaica ·
Japan ·
Joegoslavië ·
Kaaimaneilanden ·
Mexico ·
Moldavië · 
Montserrat ·
Nederlandse Antillen ·
Nicaragua ·
Nieuw-Zeeland ·
Panama ·
Paraguay ·
Peru ·
Puerto Rico ·
Qatar ·
Rusland ·
Saint Kitts en Nevis ·
Saint Lucia ·
Saint Vincent en de Grenadines ·
Sovjet-Unie ·
Spanje ·
Suriname ·
Trinidad en Tobago ·
Venezuela ·
Verenigde Staten ·
Zuid-Korea